# Fischbach (Rödental)
Fischbach ist ein Stadtteil der oberfränkischen Stadt Rödental im Landkreis Coburg.

## Geographie
Fischbach liegt elf Kilometer nordöstlich von Coburg im Itztal. Die Gemarkungsgrenze im Norden entspricht der bayerischen Landesgrenze zu Thüringen. Durch den Ort fließt der linke Itzzufluss Fischbach. Die Staatsstraße St 2206 von Rödental zur thüringischen Grenze führt westlich an Fischbach vorbei. In dem Dorf beginnt die Kreisstraße CO 14 nach Neustadt bei Coburg, von der eine Straße nach dem thüringischen Rückerswind abzweigt. Außerdem gibt es eine Gemeindeverbindungsstraße in Richtung Westen nach Fornbach.

## Geschichte
Die erste urkundliche Erwähnung Fischbachs befindet sich in einem Spruchbrief des Bamberger Bischofs Eberhard von 1162 nach einem Grenzstreit zwischen dem Kloster Banz und Hermann Graf von Wolveswach (Wohlsbach). Fischbach wurde darin als Grenzpunkt des Gebiets des Klosters Banz genannt. Das Kloster Mönchröden besaß ein Gut in dem Ort.
Anfang des 14. Jahrhunderts gehörte Fischbach zum Herrschaftsbereich der Henneberger. 1353 kam der Ort mit dem Coburger Land im Erbgang zu den Wettinern und war ab 1485 Teil des Kurfürstentums Sachsen, aus dem später das Herzogtum Sachsen-Coburg hervorging.
Im Jahr 1508 lebten in Fischbach fünf wehrfähige Männer. Neunzig Jahre später, 1618 zu Beginn des Dreißigjährigen Krieges, waren es acht. Bis 1650 sank die Zahl auf drei. Die Anzahl der Sölden verminderte sich im gleichen Zeitraum von acht auf drei. Zwei Drittel der Felder und Wiesen lagen wüst.
Fischbach, auch „Vischbach“ geschrieben, hatte im Jahr 1783 29 Einwohner, die in neun Häusern lebten. Der Ort war größtenteils dem Kammergut Schönstädt lehnbar und gehörte zum Gericht Lauter. Die Kinder besuchten ab dem 19. Jahrhundert die Schule im benachbarten Mittelberg. Im Jahr 1909 baute die Gemeinde ein Backhaus. Die Leonardsmühle an der Itz stellte von 1885 bis 1939 Steinmurmeln (Märbel) her.
In einer Volksbefragung am 30. November 1919 stimmten zwei Fischbacher Bürger für den Beitritt des Freistaates Coburg zum thüringischen Staat und 52 dagegen. Somit gehörte ab dem 1. Juli 1920 Fischbach zum Freistaat Bayern.
Am 11. April 1945 rückten US-amerikanische Truppen in dem Dorf ein. Sie kamen von Fornbach, querten in Schönstädt die Itz und zogen weiter nach Höhn. Nach dem Zweiten Weltkrieg prägte bis 1989 die direkte Lage an der innerdeutschen Grenze den Ort.
Am 1. Januar 1971 schloss sich Fischbach mit den Orten Fornbach, Mittelberg, Schönstädt, Waltersdorf und Weißenbrunn vorm Wald zur neuen Gemeinde Froschgrund zusammen, die am 1. Mai 1978 zwangsweise aufgelöst und in die Stadt Rödental eingegliedert wurde. Seitdem ist Fischbach ein Stadtteil Rödentals.

## Einwohnerentwicklung
| Jahr | Einwohnerzahl |
| ---- | ------------- |
| 1783 | 29            |
| 1819 | 47            |
| 1858 | 97            |
| 1910 | 133           |
| 1933 | 152           |

| Jahr | Einwohnerzahl |
| ---- | ------------- |
| 1939 | 132           |
| 1950 | 179           |
| 1960 | 162           |
| 1969 | 128           |
| 2012 | 116           |